# کریستال کلی
کریستال کلی (انگلیسی: Crystal Kelly؛ زادهٔ ۱۵ سپتامبر ۱۹۸۶) بازیکن بسکتبال اهل ایالات متحده آمریکا است.